# Václav Veber
Václav Veber (31. srpna 1931 Kojetín – 24. května 2016 Hradec Králové) byl český historik, působící na katedře politologie a v Centru pro evropskou integrační politiku Filozofické fakulty Univerzity Hradec Králové a v Ústavu historických věd Filozofické fakulty Univerzity Pardubice. Odborně se zabýval dějinami 20. století se zaměřením na dějiny východní Evropy, dějiny Ruska a dějinami „sjednocené Evropy“.

## Život
Po studiu na klasickém gymnáziu v Hradci Králové (1942–1950) absolvoval v letech 1950–1953 pedagogickou fakultu Univerzity Karlovy v Praze. Po studiu působil od roku 1953 jako asistent a odborný asistent na pedagogické fakultě Univerzity Karlovy v Praze a od roku 1961 jako odborný asistent na katedře základů marxismu-leninismu filozofické fakulty Univerzity Karlovy v Praze. V roce 1962 obhájil interní aspiranturu na FF UK a v roce 1967 získal titul docenta. V roce 1970 musel z politických důvodů odejít z univerzity a poté působil až do roku 1990 v různých povoláních (mj. 12 let jako dělník). V roce 1990 se vrátil jako pedagog na Filozofickou fakultu Univerzity Karlovy v Praze, poté na Filozofické fakultě Univerzity Hradec Králové. Působil také na Metropolitní univerzitě Praha.

## Publikace
- Postavení dělnické třídy v českých zemích 1924-1929. Praha : Práce, 1965. 197 s.
- K Leninovu pojetí socialismu : (Poslední období Leninova života a práce). Praha : Svobodné slovo, 1967. 196 s.
- Spor o jednu závěť : studie z dějin sovětského Ruska = Spor na odnom zaveščanii : Etjudy iz istorii Sovetskoj Rossii = Controversies on a Testament : The Study from the History of the Soviet Russia. Praha : Karolinum, 1992. 158 s. ISBN 80-7066-294-8.
- Dějiny Ruska. Praha : Nakladatelství Lidové noviny, 1995. 473 s. ISBN 80-7106-128-X. 5. rozš. vyd. Praha : Nakladatelství Lidové noviny, 2008. 594 s. ISBN 978-80-7106-613-2. (spoluautoři Milan Švankmajer, Zdeněk Sládek, Vladislav Moulis, Libor Dvořák)
- Stalin : stručný životopis. Praha : Karolinum, 1996. 202 s. ISBN 80-7184-137-4.
- Mikuláš II. a jeho svět : (Rusko 1894-1917). Praha : Karolinum, 2000. 505 s. ISBN 80-7184-793-3.
- Komunistický experiment v Rusku 1917-1991, aneb, Malé dějiny SSSR. Praha : Set out, 2001. 233 s. ISBN 80-86277-14-3.
- Dějiny Rakouska. Praha : Nakladatelství Lidové noviny, 2002. 734 s. ISBN 80-7106-239-1. 1. dopl. a aktual. vyd. Praha : NLN, Nakladatelství Lidové noviny, 2009. 754 s. ISBN 978-80-7106-564-7. (spoluautoři Martin Wihoda, Jan Urban, Milan Hlavačka, Petr Vorel, Miloslav Polívka a Zdeněk Měřínský)
- Leninova vláda : (Rusko 1917-1924). Praha : Triton, 2003. 190 s. ISBN 80-7254-356-3.
- Stalinovo impérium : (Rusko 1924-1953). Praha : Triton, 2003. 167 s. ISBN 80-7254-391-1.
- Dějiny sjednocené Evropy : od antických počátků do současnosti. Praha : Nakladatelství Lidové noviny, 2004. 645 s. ISBN 80-7106-663-X. 2. vyd. Praha : Nakladatelství Lidové noviny, 2009. 811 s. ISBN 978-80-7106-570-8. 3. vyd. Praha : Nakladatelství Lidové noviny, 2012. 832 s. ISBN 978-80-7422-183-5.
- Příběh pantomimy. Praha : Akademie múzických umění, Hudební fakulta, katedra nonverbálního a komediálního divadla, 2006. 421 s. ISBN 80-7331-054-6.
- Osudové únorové dny 1948. Praha : Nakladatelství Lidové noviny, 2008. 426 s. ISBN 978-80-7106-941-6.
- Třetí odboj ČSR v letech 1948 - 1953. Pardubice : Vydavatelství Univerzity Pardubice Archivováno 30. 12. 2019 na Wayback Machine., 2014. 374 s. ISBN 978-80-7395-786-5.